# Liste der Bodendenkmäler in Inning am Ammersee
Auf dieser Seite sind die Bodendenkmäler in der oberbayerischen Gemeinde Inning am Ammersee zusammengestellt. Diese Tabelle ist eine Teilliste der Liste der Bodendenkmäler in Bayern. Grundlage ist die Bayerische Denkmalliste, die auf Basis des Bayerischen Denkmalschutzgesetzes vom 1. Oktober 1973 erstmals erstellt wurde und seither durch das Bayerische Landesamt für Denkmalpflege geführt wird. Die folgenden Angaben ersetzen nicht die rechtsverbindliche Auskunft der Denkmalschutzbehörde.

## Bodendenkmäler in Inning am Ammersee
| Lage       | Objekt                                                                                     | Akten-Nr.     | Bild |
| ---------- | ------------------------------------------------------------------------------------------ | ------------- | ---- |
| (Standort) | Grabhügel mit Bestattungen der Bronzezeit und der Hallstattzeit.                           | D-1-7932-0076 |      |
| (Standort) | Körpergräber des frühen Mittelalters.                                                      | D-1-7932-0078 |      |
| (Standort) | Grabhügel vorgeschichtlicher Zeitstellung.                                                 | D-1-7932-0079 |      |
| (Standort) | Körpergräber des frühen Mittelalters.                                                      | D-1-7932-0080 |      |
| (Standort) | Reihengräberfeld des frühen Mittelalters.                                                  | D-1-7932-0081 |      |
| (Standort) | Körpergräber des frühen Mittelalters.                                                      | D-1-7932-0106 |      |
| (Standort) | Verebnete Grabhügel vorgeschichtlicher Zeitstellung.                                       | D-1-7932-0112 |      |
| (Standort) | Untertägige mittelalterliche und frühneuzeitliche Befunde im Bereich der Kath. Pfarrkirche | D-1-7932-0159 |      |
| (Standort) | Untertägige spätmittelalterliche und frühneuzeitliche Befunde im Bereich der Kath. Kapelle | D-1-7932-0161 |      |
| (Standort) | Untertägige frühneuzeitliche Befunde im Bereich der Kath. Kapelle St. Mariä Himmelfahrt    | D-1-7932-0163 |      |
| (Standort) | Siedlung der Hallstattzeit.                                                                | D-1-7932-0175 |      |
| (Standort) | Abgegangene Kapelle des Mittelalters und der frühen Neuzeit (St. Laurentius in Arzla).     | D-1-7932-0176 |      |
| (Standort) | Grabhügel vorgeschichtlicher Zeitstellung.                                                 | D-1-7933-0023 |      |
| (Standort) | Verebnete Grabhügel vorgeschichtlicher Zeitstellung.                                       | D-1-7933-0140 |      |
| (Standort) | Untertägige spätmittelalterliche und frühneuzeitliche Befunde                              | D-1-7933-0191 |      |